# کیلیچ‌کایا (یوسف‌علی)
کیلیچ‌کایا (به ترکی استانبولی: Kılıçkaya، به ارمنی: Արսիս) یک منطقهٔ مسکونی در ترکیه است که در یوسف‌علی واقع شده‌است. کیلیچ‌کایا ۱٬۴۶۲ نفر جمعیت دارد و ۱٬۲۰۰ متر بالاتر از سطح دریا واقع شده‌است.